# Station Barnstaple
Barnstaple is een spoorwegstation in Engeland. 

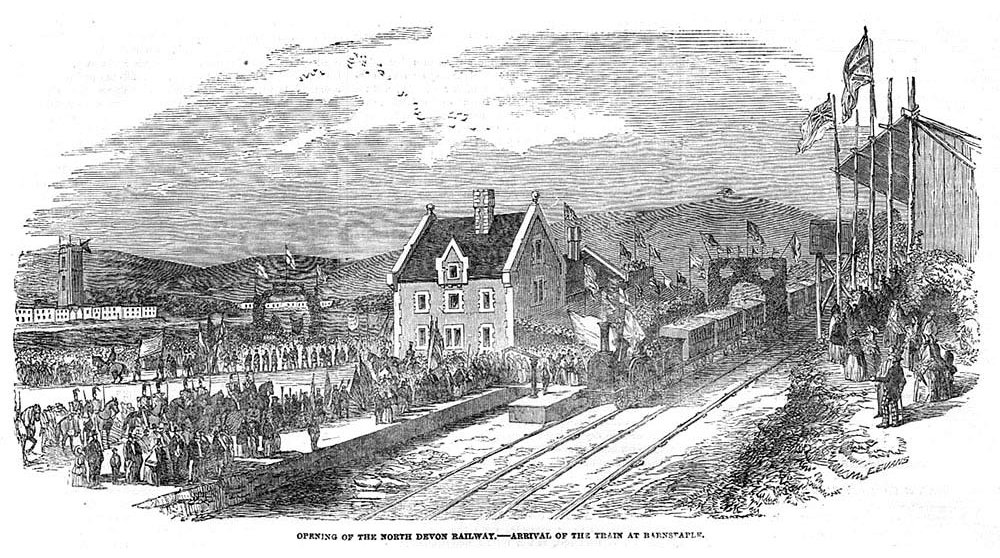
Openingsceremonie, 1854